# Ойски хребет
Ойският хребет (на руски: Ойский хребет) е планински хребет в Южен Сибир, в южната част на Красноярски край, част от планинската система на Западните Саяни. Разположен е източно от река Енисей между десните ѝ притоци Оя на север и Казирсук на юг на протежение около 80 km. Максимална височина 2236 m (52°45′17″ с. ш. 92°27′42″ и. д. / 52.754722° с. ш. 92.461667° и. д.), в западната част. Изграден е основно от метаморфни шисти и гранити. Преобладаващият релеф е от среднопланински тип, а в западните му части с по-резки форми и следи от бивши заледявания (кари, циркуси). От него водят началото си реките Оя, Каринсук и Казирсук, десни приток на Енисей и множество други по-малки реки. Склоновете му са покрити от кедрово-лиственично-елова тайга.
Хребетът е открит и първоначално изследван и картиран през 1858 г. от немския астроном и геодезист на руска служба Лудвиг Шварц.

## Топографски карти
- N-46-В; М 1:500 000[2]
- N-46-Г; М 1:500 000[3]